# Bernat Metge
Bernat Metge, auch Bernard Metge (* zwischen 1340 und 1346 in Barcelona; † 1413) war ein katalanischer Dichter. Er gilt als einer der bedeutendsten Schriftsteller Kataloniens und als Wegbereiter des Renaissancestils in der katalanischen Literatur. Sein Werk zeichnet sich durch Präzision, Eleganz und Klarheit aus.
Von Beruf Notar war er schon bald für die Krone Aragoniens tätig, was er seinem Stiefvater Ferrer Sayol zu verdanken hatte, der dort eine hohe Position bekleidete. Anfänglich diente er der Königin Eleonore von Sizilien, Ehefrau Peters des IV. 1375 trat er in den Dienst Johann des Ersten und dessen Frau Violante von Bar, die ihm große Zuneigung entgegenbrachten und ihm zahlreiche Gefälligkeiten zuteilwerden ließen.
1381 schrieb er seine allegorische Dichtung Llibre de Fortuna e Prudència (zu deutsch „Buch von Glück und Besonnenheit“), in der er die Frage der göttlichen Herkunft in reiner mittelalterliche Tradition behandelt, basierend auf De consolatione filosofiae von Boëthius. 
Außerdem übersetzte er die Erzählung von Valter und Griselda, die letzte von Decamerones Novellen, doch nicht vom italienischen Original von Boccaccio, sondern von der lateinischen Übersetzung von Petrarca, der Griseldis. Zur Wichtigkeit dieser Übersetzung trägt abgesehen von der eleganten Prosa vor allem das Vorwort bei, das als in Spanien bekanntgewordene Lobpreisung Petrarcas gilt.
Sein 1399 verfasstes Hauptwerk Lo somni („Der Traum“) beschreibt visionäre Erlebnisse, unter anderem Johann I. im Fegefeuer, und behandelt auch philosophisch-theologische Fragen. Er schrieb es im Gefängnis, nachdem er bei der neuen Königin María de Luna zusammen mit anderen Dienern des verstorbenen Johann in Ungnade gefallen war. Durch das Werk konnte er die königliche Gunst und seine Position am Hof wiedererlangen.
Metge war auch Übersetzer des lateinischen, Ovid zugeschriebenen Gedichts De vetula und Autor zweier satirischer Gedichte, die er in Gefangenschaft schrieb. Diese Werke sind verschollen.